# یوشیاکی تاکاگی
یوشیاکی تاکاگی (انگلیسی: Yoshiaki Takagi؛ زادهٔ ۹ دسامبر ۱۹۹۲) بازیکن فوتبال اهل ژاپن است.
از باشگاه‌هایی که در آن بازی کرده‌است می‌توان به باشگاه فوتبال شیمیزو اس-پالس، باشگاه فوتبال توکیو وردی، و باشگاه فوتبال اوترخت اشاره کرد.
وی همچنین در تیم‌های ملی فوتبال زیر ۱۷ سال ژاپن و زیر ۲۰ سال ژاپن بازی کرده‌است.